# Hydroschendyla submarina
Hydroschendyla submarina is een duizendpotensoort uit de familie van de Schendylidae. De wetenschappelijke naam van de soort is voor het eerst geldig gepubliceerd in 1872 door Grube.